# 趙士㒟
趙士㒟（1084年—1153年），字立之，宋朝宗室，是宋英宗之兄昌端孝王趙宗晟的孙子，郇康孝王赵仲御的第四个儿子。
趙士㒟有大志，好学，擅写文章。起初补任右班殿直，多次升迁后担任忠州防御使、郑州观察使，又由宁远军承宣使转任代理同知大宗正事。1127年，靖康之变后，康王赵构建立大元帅府，趙士㒟向孟太后进言，请求下令让元帅府能够承制便宜行事，又请求尊奉康王继承皇位，太后听从了他的建议，康王于是登基为帝，即宋高宗。
高宗即位后，任命趙士㒟为光山军节度使，随驾南下。黄潜善等人掌权时，赵士㒟弹劾他们误国，被黄潜善排挤，外调担任南外宗正事。1129年，苗傅、刘正彦发动叛乱，趙士㒟换上平民服装进入杭州，用蜡封密信送给张浚，催促他起兵救援朝廷；又给吕颐浩致书，勉励他与张浚共同渡过国难。苗傅等人怨恨张浚，张浚因此被贬谪。趙士㒟再次给张浚写信，称朝廷没有别的意思，只是为了让叛贼不生疑心罢了。叛乱平定后，他被加授检校少保，担任同知大宗正事。
趙士㒟为母亲守丧，丧期未满即被起复，任命为知大宗正事。他请求自己的序位在安定郡王之下，朝廷应允。他多次请求担任宫观官，朝廷不批准。因拥立新帝的功劳，高宗下诏允许他的儿子赵不议改任文臣官阶，也不用改换环卫官。又加授趙士㒟为检校少师，不久加授开府仪同三司，兼任判大宗正事。他入朝觐见时，劝皇帝留意体恤百姓。
1139年，金朝归还河南、陕西之地后，朝廷命令趙士㒟到河南拜谒皇陵，他于是进入陵园，拨开丛生的草木，根据实际情况进行修缮整治，完成礼仪后返回。朝廷特封他为齐安郡王，以表彰他的功劳。不久，趙士㒟代理主持濮安懿王祠庙事务。因战争兴起，朝廷停止了对宗室的赏赐，甚至有人去世后因没钱而无法入殓，趙士㒟将此事上奏朝廷。皇帝下诏：凡服緦麻、袒免丧服的宗室，担任环卫官去世者，按等级赏赐丧葬费用。
趙士㒟多次上书议论政事，得罪了秦桧。等到岳飞被诬陷时，他极力辩解说：“中原尚未平定，却加祸于忠义之士，这是忘记徽、钦二圣而不想收复中原啊。臣愿以全家百口性命担保岳飞没有异心。” 秦桧大怒，暗示谏官弹劾趙士㒟与岳飞勾结，行踪诡秘，事关皇帝安危，于是他被削夺官职。中丞万俟卨又迎合秦桧旨意，接连弹劾他。趙士㒟被贬到建州居住，共十二年去世，享年七十岁。高宗为他哀悼，追赠太傅，追封为循王，六个儿子都晋升两级官阶。
趙士㒟的长子赵不凡，在苗傅叛乱时，割破大腿藏着蜡封密信，携带密信报告张浚，因功转升两级官阶，改任文臣。他跟随赵哲收复建州，斩杀叶浓，因功被赐予两级爵位。